# Premio per la migliore birra di Scozia
Il Champion Beer of Scotland (anche conosciuto come CBOS) è un premio per la birra in Scozia presentata dalla Campaign for Real Ale (Campagna per la vera birra inglese, detta anche CAMRA), al loro tradizionale festival annuale scozzese della birra, tenuto ad Edimburgo.
La CAMRA assegna anche il Premio per la migliore birra d'Inghilterra e il Premio per la migliore birra di Galles.

## Vincitori
Di seguito l'elenco dei vincitori del premio.
| Anno | Oro                                    | Argento                                     | Bronzo                                                                |
| ---- | -------------------------------------- | ------------------------------------------- | --------------------------------------------------------------------- |
| 1996 | Caledonian Brewery 80/-                | Caledonian Brewery Deuchars IPA             | Broughton Ales Scottish Oat Meal Stout                                |
| 1997 | Caledonian Brewery 80/-                | Belhaven Brewery 80/-                       | Caledonian Brewery Deuchars IPA                                       |
| 1998 | Caledonian Brewery Deuchars IPA        | Caledonian Brewery 80/-                     | Isle of Skye Brewery Red Cuillin                                      |
| 1999 | Harviestoun Brewery Bitter & Twisted   | Isle of Skye Brewery Red Cuillin            | Caledonian Brewery Deuchars IPA                                       |
| 2000 | Orkney Brewery Dark Island             | Houston Brewing Company St Peter's Well     | Harviestoun Brewery Brooker's Bitter & Twisted                        |
| 2001 | Inveralmond Brewery Ossian's Ale       | Houston Brewing Company St Peter's Well     | Harviestoun Brewery Bitter & Twisted                                  |
| 2002 | Harviestoun Brewery Bitter & Twisted   | Orkney Brewery Dark Island                  | Orkney Brewery Red MacGregor                                          |
| 2003 | Orkney Brewery Dark Island             | Isle of Skye Brewery Black Cullin           | Harviestoun Brewery Bitter and Twisted                                |
| 2004 | Cairngorm Brewery Trade Winds          | Isle of Skye Brewery Black Cullin           | Harviestoun Brewery Bitter & Twisted                                  |
| 2005 | Cairngorm Brewery Black Gold           | Cairngorm Brewery Trade Winds               | Isle of Skye Brewery Black Cullin                                     |
| 2006 | Kelburn Brewing Company Cart Blanche   | Cairngorm Brewery Black Gold                | Cairngorm Brewery Trade Winds                                         |
| 2007 | Highland Brewing Company Dark Munro    | Fyne Brewery Maverick                       | Fyne Brewery Piper's Gold                                             |
| 2008 | Highland Brewing Company Scapa Special | Harviestoun Brewery Bitter & Twisted        | Highland Brewing Company, Orkney Best                                 |
| 2009 | Orkney Brewery Raven Ale               | Orkney Brewery Red MacGregor                | Caledonian brewery XPA                                                |
| 2010 | Highland Brewing Company Orkney Blast  | Black Isle Brewery Hibernator Oatmeal Stout | Cairngorm Brewery Black Gold                                          |
| 2011 | Isle of Skye Brewery Cuillin Beast     | Cairngorm Brewery Black Gold                | Houston Brewing Company Peter's Well                                  |
| 2012 | Highland Brewing Company Orkney IPA    | Highland Brewing Company Orkney Best        | Fyne Ales Maverick                                                    |
| 2013 | Fyne Brewery Jarl                      | Cairngorm Brewery Black Gold                | Highland Brewing Company St Magnus Ale                                |
| 2014 | Kelburn Brewing Company Dark Moor      | Ayr Brewing Company Rabbie's Porter         | Fyne Brewery Jarl                                                     |
| 2015 | Cairngorm Brewery Black Gold           | Highland Brewing Company Scapa Special      | Cromarty Red Rocker                                                   |
| 2016 | Tryst Raj IPA                          | Ayr Brewing Company Rabbie's Porter         | Cairngorm Brewery Black Gold                                          |
| 2017 | Loch Lomond Silkie Stout               | Cromarty Rogue Wave                         | Isle of Skye Brewery Young Pretender and Sulwath Black Galloway       |
| 2018 | Swannay Brewery Orkney IPA             | Black Isle Brewery Hibernator Oatmeal Stout | Sinclair Breweries Red MacGregor                                      |
| 2019 | Windswept Weizen                       | Broughton Ales Old Jock                     | Cairngorm Brewery Black Gold                                          |
| 2020 | Rinviato                               | Rinviato                                    | Rinviato                                                              |
| 2021 | Fynes Ales Jarl                        | Orkney Brewery Dark Island                  | Loch Lomond Brewery Silkie Sout jointly with Five Kingdoms Dark Storm |
| 2022 | Rinviato                               | Rinviato                                    | Rinviato                                                              |
| 2023 | Cairngorm Brewery Black Gold           | Loch Lomond Brewery Bravehop IPA            | Swannay Brewery Dark Munro                                            |